# اتباع سنن الأمم الماضية
اتباع سنن الامم الماضية هي علامةٌ من علامات الساعة الصغرى والتي أخبر بها النبي محمد حيث يتشبه المسلمون باليهود والنصارى وغيرهم ممن ليسوا مسلمين وذلك عند اشتداد الفتن في أخر الزمان فيزداد تقليد المسلمين لهم لقلة العلم وانتشار الجهل وعدم الأمر بالمعروف والنهي عن المنكر.

## بعض الأدلة من السنة
عن أبي هريرة قال: قال رسول الله ((لا تقوم الساعة حتى تأخذ أمتي بأخد القرون قبلها شبرا بشبر وذراعا بذراع حتى لو دخلوا جحر ضبٍ لدخلتموه)) فقيل: يا رسول الله كفارس والروم؟ فقال ((و من الناس إلا أولئك)).
و قد وقع معظم ما أنذر به، وسيقع بقية ذلك وفق ما يعتقد المسلمون ذلك كما في حديث أبي سعيد الخدري قال: قال رسول الله ((لتتبعن سنن الذين من قبلكم شبرا بشبر وذراعا بذراع حتى لو دخلوا في جحر ضب لاتبعتموهم)) قلنا: يا رسول الله: اليهود والنصارى؟ قال((فمن))

### شرح الحديث
الحديث المذكور عن أبي سعيد الخدري علم من أعلام نبوة الرسول صلى الله عليه وسلم عند المسلمين، يبين فيه صلى الله عليه وسلم حال كثير من هذه الأمة في اتباعهم سبيل غير المؤمنين، ومشابهتهم لأهل الكتاب من اليهود والنصارى حيث جاء في روايات الحديث: (قلنا يا رسول الله اليهود والنصارى؟ قال: فمن؟) وهذا التشبيه في المتابعة (شبرا بشبر وذراعاً بذراع) وفي رواية: حذو القذة بالقذة كناية عن شدة الموافقة لهم في المخالفات والمعاصي لا الكفر، والقذة بالضم هي ريش السهم وهو دال على كمال المتابعة. ثم إن هذا اللفظ خبر معناه النهي عن اتباعهم وعن الالتفات إلى غير الإسلام لأن نوره قد بهر الأنوار وشرعته نسخت الشرائع، وقوله: «حتى لو دخلوا جحر ضب لدخلتموه» مبالغة في الاتباع لهم، فإذا اقتصروا في الذي ابتدعوه فستقتصرون، وإن بسطوا فستبسطون حتى لو بلغوا إلى غاية لبلغتموها.

## بعض أقوال العلماء
قال القاضي عياض:((الشبر والذراع ودخول الجحر تمثيل للاقتداء والتقليد لهم))
و تقليد اليهود والنصارى المذموم ليس المقصود به أن نتبادل معهم التجارب العلمية، ونستفيد من مخترعاتهم والتراتيب الإدارية وغيرها.مما لا يخالف ديننا.
إنما التقليد المذموم أن نقلدهم في لباسهم، وعاداتهم، وكيفية تعاملاتهم الاجتماعية، من اختلاط ونزع حجاب، أو أنظمتهم المالية المخالفة لديننا.